# میان‌گل اورنگزیب
میان‌گل اورنگزیب (انگلیسی: Miangul Aurangzeb؛ ‏ ۲۸ مهٔ ۱۹۲۸ – ۳ اوت ۲۰۱۴) سیاستمدار، ولیعهد ایالات سوات، پسر میان‌گل جهان زیب آخرین ولی ایالت سوات پاکستان و داماد ایوب خان رئیس‌جمهور پاکستان بود. او مدتی در مجمع ملی پاکستان خدمت کرد و مدتی نیز فرماندار بلوچستان و متعاقباً فرماندار ایالت خیبر پختونخوا بود.